# Josef Kramolín
Josef Kramolín (11. dubna 1730, Nymburk – 27. dubna 1802, Karlovy Vary), byl český malíř. Patřil ke generaci českých pozdně barokních umělců, jejichž dílo bylo eklektizující. Volně kombinoval prvky ještě přežívajícího barokního umění (uzavřená kompozice – trojúhelníková, používání diagonál, šroubovice; používání prvků iluzivní architektury), rokoka (barevnost, popisnost, líbeznost, rokajové motivy) a nastupujícího klasicismu.

## Životopisné údaje
Podle matričního zápisu nymburského farního úřadu byl pokřtěn dne 12. 4. 1730 jménem Josef Karel. Rodiče Josefa Kramolína byli již trvale usazeni v Nymburce, jmenovali se Josef Jiřík Kramolín (1706–1733) a Barbora, rozená Smetanová (1701–1751). Dědečkem byl pravděpodobně mlynář Ondřej, který přišel do Nymburka v roce 1695 neznámo odkud, v Nymburce se oženil s dcerou radního Barborou, rozenou Strakovou. Josef Kramolín měl tři sourozence: nejstarší Jan (*1727) absolvoval v Praze novoměstský jezuitský seminář sv. Xaveria, působil jako zpěvák a jeho pozdější osud není znám; mladší bratr Václav (1733–1799) se stal malířem historických a biblických námětů, sestře Barboře Dorotě (1732–?) není nic známo.
J.Kramolín byl rodiči veden spíše ke zpěvu, v roce 1743 působil krátce jako sborista v chrámu sv.Víta v Praze. Pobýval také v benediktinském klášteře při kostele sv. Markéty v Břevnově. Poté, co Prahu začali obléhat Prusové se vrátil do Nymburka, ale brzy odešel do Kutné Hory, do semináře při kostele sv. Barbory (jezuité), aby dokončil své vzdělání. V Kutné Hoře dostal první základy malířského umění od malíře Víta Hrdličky. V roce 1751 J. Kramolínovi zemřela matka, někdy v této době se Josef vrátil do Nymburka, již rozhodnutý stát se malířem. Po matčině smrti odešel do Prahy, kde byl panem profesorem Josefem Hotzkým doporučen jako učedník k Františku Xaverovi Palkovi, který právě pracoval na freskách v jezuitském chrámu sv. Mikuláše na Malé Straně v Praze. Od F. X. Palka dostal základy freskařství, učil se míchat barvy a zdokonaloval se v kresbě. V této době dostal i své první samostatné zakázky.
V roce 1757 odešel do Vídně, kde se 5. 10. 1757 zapsal na K.k.Hofakademie der Maler, Bildhauer und Baukunst. Na vídeňské akademii zůstal jen několik měsíců, už v dubnu následujícího roku byl přijat jako novic do Jezuitského řádu v Praze. Jako laický bratr působil v S. J. až do jeho zrušení v roce 1773. V archivech lze najít záznamy o jeho pobytech na řádových kolejích - v r.1758 byl veden jako novic v Brně, v roce 1759 jako novic na koleji při chrámu sv. Mikuláše v Praze na Malé Straně, v letech 1760–1770 byl veden jako laický bratr v koleji při sv. Klimentu na Starém Městě v Praze (Klementinum), v roce 1771 opět u sv. Mikuláše, v roce 1772 v Chomutově a v roce 1773 v Litoměřicích.
V této době maloval zejména iluzivní oltářní architektury v řádových chrámech.
Po zrušení S.J. se stal malířem na volné noze. Když pracovně pobýval v klášteře v Teplé, seznámil se tam s Kateřinou Weczerschic, s níž odešel do jejího rodného města – Karlových Varů, kde se vzali 2. 5. 1775. V Karlových Varech zakoupili dům U španělského kříže, později ještě dům U modré hvězdy. V roce 1802 se stal malíř v Karlových Varech radním. Z Karlových Varů vyjížděl pak za prací. V pražské strahovské knihovně je záznam o jeho návštěvě “Di 10 Decembris A 1799. Josephus Kramolin Frater Senior exjesuita Pictor Historiarum Carolo Thermensis.“ z roku 1799. Zemřel v Karlových Varech na zápal plic v dubnu 1802.

## Dílo
Těžiště Kramolínova díla je ve fresce. V tomto oboru se věnoval především malbě iluzivních oltářních architektur a freskových cyklů s náboženskou tematikou. Jediné fresky s profánní tematikou se dochovaly v Poštovním dvoře v Karlových Varech. Iluzivní oltáře jsou napodobeninou skutečné oltářní architektury ve fresce a odpovídají svým tvaroslovím dobovým, vrcholně barokním oltářům. J. Kramolín navázal na iluzionismus (fikcionalismus) A. Pozza, který byl přinesen do Čech prostřednictvím působení Pozzova žáka Kryštofa Tausche a Jana Hiebla. Kromě Tausche a Hiebla se z domácích malířů věnovali malbě iluzivních oltářů Jan Pešina a Jakub Steinfels ze Steinfelsu, Siard Nosecký, Josef Lux, Jan Kuben, Josef Hager, Tadeáš Supper, Jan Ferdinand Schor, Jan Quirin Jahn a umělcův bratr Václav Kramolín.
Malíř byl velice produktivní. Soupis jeho díla pořídila už v roce 1952 J. Lišková, soupis míst působení poskytuje kniha C. Nödla z roku 2007. C. Nödl vychází z dopisu, který psal Josef Kramolín rok před svou smrtí neznámému adresátovi a v němž vyjmenovává některá svá díla a místa působení. Kromě tohoto dopisu se dochoval i rukopis rodinné kroniky Kramolínů, do níž sám malíř zapisoval. Dosud neexistuje zcela ověřený soupis jeho děl, kde by byl přesně specifikován stav dochování. V následujícím přehledu díla, jsou uvedena s detaily ta, o nichž je známo, že existují. Neověřená jsou uváděna jen jako místo působiště. Mnohá svá díla malíř signoval a datoval, zvláště fresky, ale mnohá díla mají nejasnou dataci.

### 50. a 60. léta
V této době malíř působil jako učedník u F. X. Palka

#### první samostatné práce z 50. let – dnes neznámé
- Sedlec - pro preláta Jakuba
- Nové Dvory
- Suchdol u Kutné Hory
- Solopysky u Kutné Hory
- Malešov
- Pelhřimov

#### dochovaná v kopii
- Kamenice nad Lipou – oltářní obraz Všech svatých

#### iluzivní oltáře ze 60. let 18. století – freska

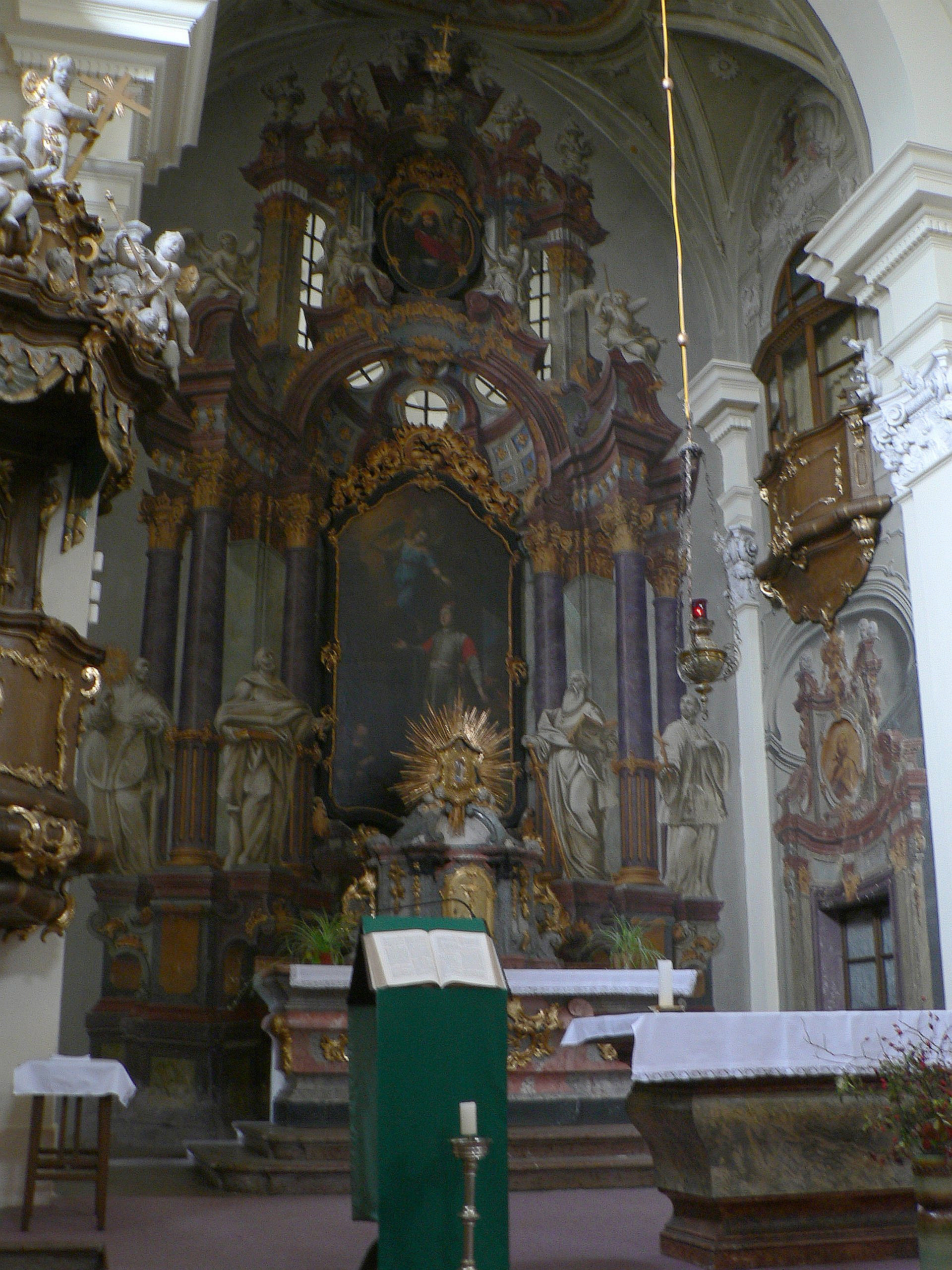
Iluzivní oltář v Tuchoměřickém kostele

- Hradec Králové, kostel Panny Marie při jezuitské koleji (1765)
- Jihlava, kostel sv. Ignáce z Loyoly (1766)
- Tuchoměřice, kostel sv. Víta při jezuitské rezidenci a hřbitovní kaple sv. Rosálie (1762, 1766, 1768)
- Heřmanův Městec, chrám sv. Bartoloměje (60. léta)
- Úštěk, farní kostel sv. Petra a Pavla (1769/1770)

### 70. léta
- Praha, Klementinská kolej, kostel sv. Klimenta (1770), iluzivní oltář
- Litoměřice, kostel Zvěstování Panně Marii (1772–1773), iluzivní oltář
- Praha, Malá Strana, kostel sv. Mikuláše a bývalá jezuitská kolej, freska se sv. Barborou v kapli sv. Barbory (1771), freska v kapli sv. Anny, fresky v refektáři s výjevy s Kristem a alegorie Dne a Noci
- Třebechovice pod Orebem, kostel sv. Ondřeje (1771), iluzivní oltáře, freska se sv. Ondřejem v chóru
- Dlažkovice, kostel sv. Václava (1774), obraz na hlavním oltáři
- Bohdaneč, (1774), fresky
- Dobřichovice, (1775), fresky
- Nový Hradec, kostel sv. Antonína, (1776)
- Plasy, (1776), fresky
- Libčany, kostel Nanebevzetí Panny Marie, (1778), freska oltáře
- Toužim, kostel Narození Panny Marie, (1778), oltáře
- Dolním Ročov, klášter, (1778) obrazy světců
- Kukleny u Hradce Králové, minoristský kostel, (1779), hlavní oltář

### 80. léta
- Jičín
- Lstiboř u Českého Brodu, kostel Nanebevzetí Panny Marie, oltářní obraz sv. Kateřiny, 1781 (podle Dlabače 1797)
- Mariánské Radčice
- Třebechovice
- Pouchov
- Hořičky u Náchoda, zastavení křížové cesty,1781
- Týnec nad Labem, fresky se sv. Janem Křtitelem, 1781, zničené
- Přelouč, kostel sv. Jakuba většího, 1781, fresky
- Doupov, kostel sv. Alžběty, fresky, 1782
- Bražec, farní kostel, obraz Umučení sv.Bartoloměje, 1782
- Plasy, konvent, výjevy z řeholní historie cisterciáků, 1783
- Mariánská Týnice, hlavní iluzivní oltář, 1783
- Chcebuz, fresková výzdoba, farní kostel, 1784
- Sezemice u Pardubic, kostel Nejsvětější Trojice (1784), fresková výzdoba
- Štětí, farní kostel, fresky oltářů, nástropní fresky, 1785
- Jáchymov, farní kostel, obraz se sv. Jáchymem, 1785
- Rokycany, farní kostel, obraz s Pannou Marií Sněžnou, 1786
- Hejnice, klášterní kostel, iluzivní oltář, 1787
- Žalmanov, farní kostel, Assumpta, 1787
- Holany, fresková výzdoba farního kostela, 1788
- Skapce u Stříbra, farní kostel (1788), fresková výzdoba
- Jestřebí, kostel sv. Ondřeje (1788), hlavní oltář al fresco

### 90. léta – 1802
- Děčín, zámecký sál, fresky – nedochováno, fresková výzdoba kostela sv. Kříže, 1791
- Karlovy Vary, sál v Poštovním dvoře (1792), freska nástropní s Múzami, gotizující dekorace stěn, fresky s náměty z antické mytologie
- Karlovy Vary, Český sál, fresky – nedochováno
- Karlovy Vary (muzeum), portréty oseckého cisterciáka Kryštofa Stöhra (*1751) a jeho bratra, karlovarského cisterciáckého kněze Aloise Leopolda Stöhra, Dory Veselé, J. Stöhra, lékaře MUDr. Davida Bechera

### nezařazené
Soubor ze strahovské obrazárny, který obsahuje několik obrazů nejasného autorství, které Bohumír Jan Dlabač roku 1815 uvedl v soupisu jako díla Josefa Kramolína:
- Podobizna strahovského opata Václava Josefa Mayera, 1787
- Poslední večeře Páně
- Krucifix (Ukřižovaný Ježíš)
- Starozákonní Josef prodáván do Egypta
- Abrahám a Izák
- Sv. Jeroným
- Sv. Jan Křtitel
- sv. Petr
- Kamenování sv. Štěpána
- sv. Marie Magdaléna
- sv. Lazar
- Král David
- Krajina se stafáží
- Národní galerie – dvě kresby krajin

## Galerie

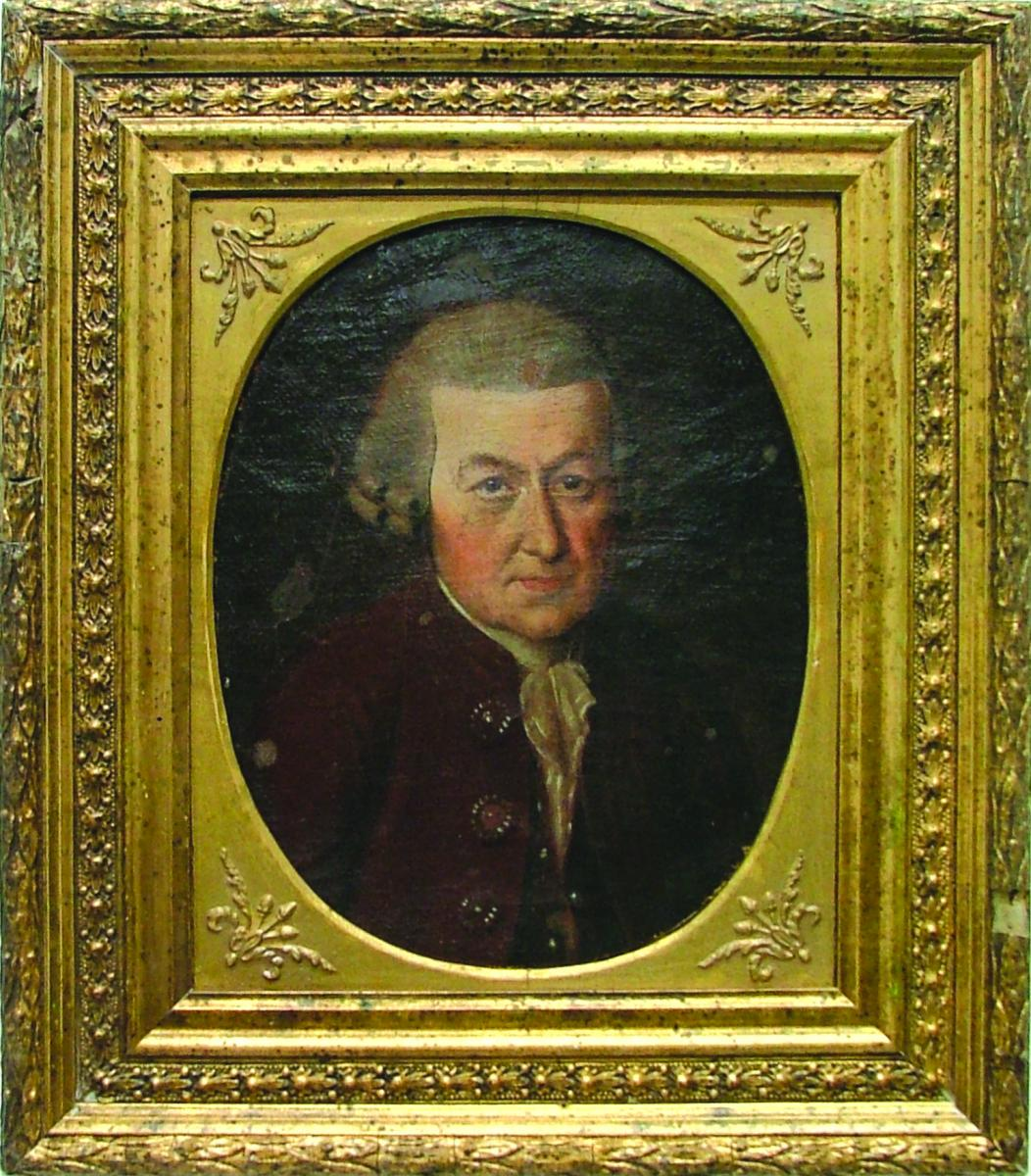
Portrét MUDr. Davida Bechera
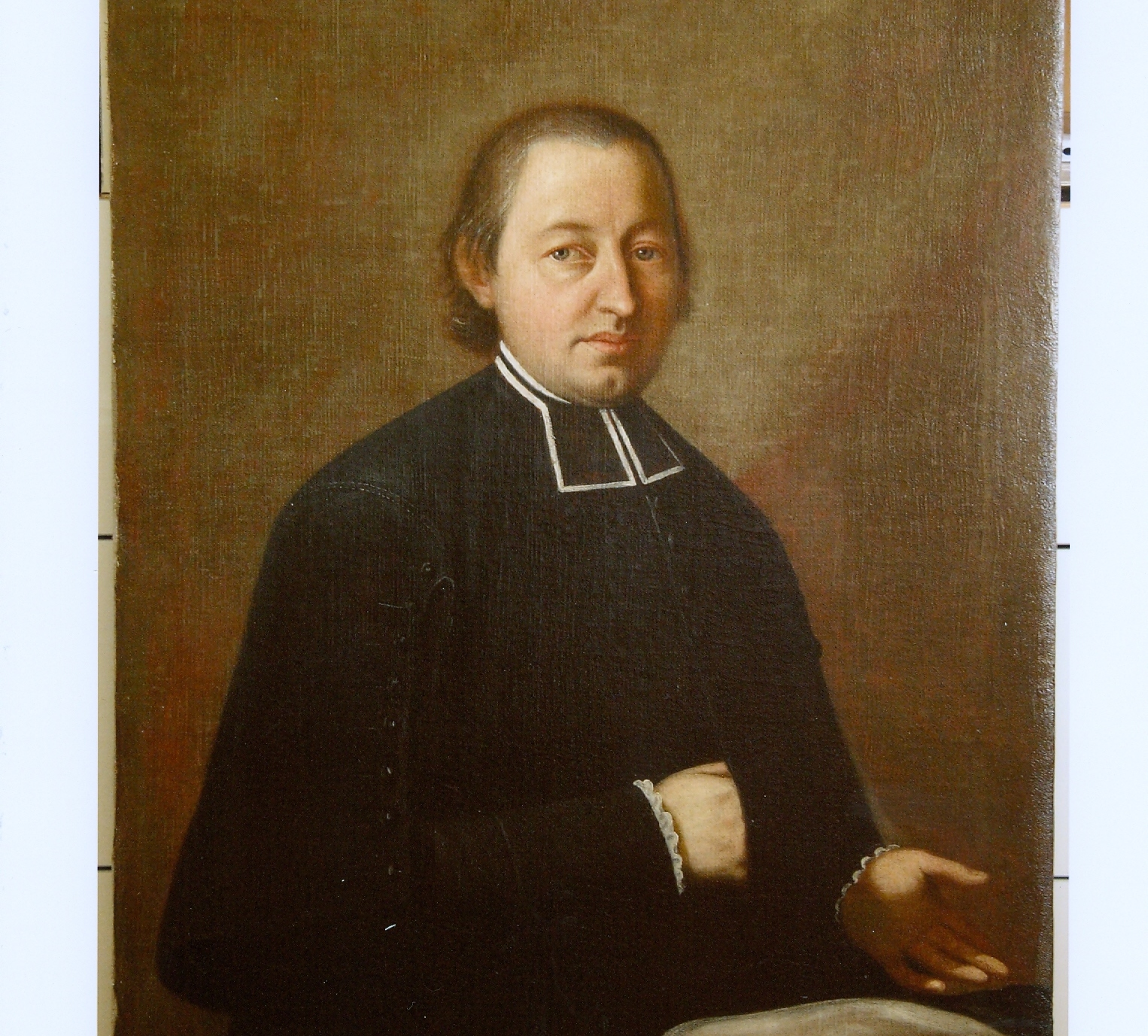
Portrét cisterciáka Christopha Stöhra, po 1790